# Litteraturåret 1859

## Priser och utmärkelser
- Kungliga priset – Wilhelm Gumælius

## Nya böcker
- Arne av Bjørnstjerne Bjørnson
- Den siste Athenaren av Viktor Rydberg (nya bearbetade utgåvor 1866–1876–1880–1892)
- En berättelse om två städer (A Tale of Two Cities) av Charles Dickens
- Farbrors dröm och andra noveller av Fjodor Dostojevskij
- Grafvens son av Carl Georg Starbäck
- La Légende des siècles av Victor Hugo
- Människorna på godset Stepantjikovo av Fjodor Dostojevskij

## Födda
- 22 maj – Sir Arthur Conan Doyle (död 1930), brittisk författare.
- 6 juli – Verner von Heidenstam (död 1940), svensk författare, nobelpristagare 1916.
- 4 augusti – Knut Hamsun (död 1952), norsk författare, nobelpristagare 1920.
- 30 september – Alfred Jensen (död 1921), svensk författare och översättare.
- 18 oktober – Henri Bergson (död 1941), fransk filosof, nobelpristagare 1927.

## Avlidna
- 14 juli – Pétrus Borel (född 1809), fransk författare.